# Городская (река, Парамушир)
Городская — река в России на острове Парамушир, входящем в состав северной группы Большой гряды Курильских островов. Река протекает на северной окраине города Северо-Курильск. Длина Городской — 5,7 км, площадь водосборного бассейна — 6,7 км².
Скорость течения реки составляла 1,2 м/с, ее средняя температура 10,2 градусов Цельсия.
Истоки Городской находятся у подножий вулкана Эбеко, течёт она в западном направлении до Северо-Курильского залива. Течение реки бурное, средний расход составляет 0,8 м³/с. Имеется мутность воды, что является следствием высокой минерализации. Вдоль реки наблюдаются выходы подземных термальных вод.
По результатам гидролого-ихтиологическое обследование реки Городской, проведенной в 2021 году, в составе Углова Т. Ю., Соколова А. В., Никифорова А. И., не было обнаружено никаких признаков компонентов нативной ихтиофауны. Предположительно, наличие гидротермальных вод является причиной вырождения ихтиофауны.

## Данные водного реестра
По данным государственного водного реестра России относится к Амурскому бассейновому округу. Речной бассейн — бассейны рек острова Сахалин. Водохозяйственный участок — Курильские острова.
Код водного объекта 20050000312199000000450.